# Neoserolis uaperta
Neoserolis uaperta är en kräftdjursart som först beskrevs av Moreira 1971.  Neoserolis uaperta ingår i släktet Neoserolis och familjen Serolidae. Inga underarter finns listade i Catalogue of Life.